# £
Das Zeichen £ (auch ₤ möglich) ist ein Symbol für Währungen verschiedener Länder, deren Währungsname sich aus dem lateinischen Wort für „Pfund“, libra (pl. „librae“), herleitet. Das Zeichen geht dabei auf den Anfangsbuchstaben L des Wortes „libra“ zurück, mit einem einfachen oder doppelten Querstrich. Die bekanntesten Währungen, die das Währungssymbol nutzen bzw. nutzten, sind das Britische Pfund (£) sowie bis 2001 die Italienische Lira (vornehmlich als ₤). Das Symbol findet sich auch in Abkürzungen für solche Währungen, z. B. Gib£ for Gibraltar-Pfund oder Ir£ für Irisches Pfund, speziell in Zusammenhängen, wo ein £ alleine nicht eindeutig wäre.

## Darstellung in Computersystemen

### Unicode-Kodierung
Im internationalen Zeichenkodierungsstandard Unicode sind die Zeichen £ und ₤ wie folgt verzeichnet:
| Zeichen | Zeichen-Name | Beschreibung (inoffiziell) | Code-Punkt (hexadezimal) | Dezimalwert der Zeichennummer (Code-Punkt) (inoffiziell) | UTF-8 (Transformations-Format) (hexadezimal) |
| ------- | ------------ | -------------------------- | ------------------------ | -------------------------------------------------------- | -------------------------------------------- |
| £       | POUND SIGN   | Pfundzeichen               | U+00A3                   | 163                                                      | c2 a3                                        |
| ₤       | LIRA SIGN    | Lirazeichen                | U+20A4                   | 8356                                                     | e2 82 a4                                     |

Dabei ist das Zeichen £ im Unicode 8.0 Character Code Chart C1 Controls and Latin-1 Supplement (Unicodeblock Lateinisch-1, Ergänzung), das Zeichen ₤ im Unicode 8.0 Character Code Chart Currency Symbols (Unicodeblock Währungszeichen) enthalten.

### Tastatur
Im Gegensatz zum britischen oder schweizerischen Tastaturlayout ist das Symbol auf dem für Deutschland nicht direkt zugänglich. Unter Windows lässt sich das Zeichen per Tastenkombination Alt + 156 eingeben. Mac-OS-X-Benutzer geben das Zeichen mit  Option + Shift + 4 ein, auf einigen Linux-Systemen erhält man es mit Alt Gr + Shift + 3. Unter AmigaOS ist es Alt + L. Der Zugriff auf das Zeichen £ auf der Schweizer Tastatur erfolgt durch Shift + $.

### HTML
Mittels der Code-Punkte im Unicode lassen die Zeichen £ und ₤ in der textbasierte Auszeichnungssprache Hypertext Markup Language (HTML) (auf der viele Webseiten basieren), bei Bedarf als Zeichen-Entitäten eingeben:
| Entität | hexadezimal-numerische Zeichenentität | dezimal-numerische Zeichenentität | benannte Zeichenentität |
| Zeichen | hexadezimal-numerische Zeichenentität | dezimal-numerische Zeichenentität | benannte Zeichenentität |
| ------- | ------------------------------------- | --------------------------------- | ----------------------- |
| £       | &#x00A3;                              | &#163;                            | &pound;                 |
| ₤       | &#x20A4;                              | &#8356;                           |                         |

## Schreibung
Das Pfundsymbol wird im Englischen vor die Zahl gesetzt, z. B. £12,000, und von den folgenden Ziffern nicht oder nur durch ein kleines Leerzeichen getrennt. In Texten fügt man, um unerwünschten Umbruch zwischen den Ziffern zu vermeiden, am besten ein geschütztes Leerzeichen (blank, space) ein.